# Zwettebos
Het Zwettebos is een natuurpark in het noorden van de stad Sneek.
Ten noorden wordt het park begrensd door de Oudvaart, ten oosten door de Leeuwarderweg, ten zuiden door de Goeman Borgesiuslaan en ten westen door de Zwette.
Het park is ontstaan in het kader van de ruilverkaveling van de Sneeker Oudvaart. De benaming 'bos' is ietwat overtrokken omdat het park een beperkte grootte kent.

## Voorzieningen
In het park bevinden zich diverse voorzieningen en bijzondere plaatsen. Aan de zijde van het Leeuwarderweg bevindt zich de Dicky van der Werf IJsbaan. Ten zuiden van deze ijsbaan bevindt zich de Rooms-Katholieke Begraafplaats met daarop een bijzondere kapel. In het park is ook een fitness-zone en een zwerfdierenopvang.

## Openstelling
Bezoekers kunnen het park gratis betreden van zonsopkomst tot zonsondergang.
Harinxmalandpark · 
Duinterpen · 
De Hooppark · 
Julianapark · 
De Potten · 
Rasterhoffpark · 
Spoordok · 
Wilhelminapark ·
Zwettebos

Parken in Friesland